# Ugo Fasolo
Ugo Fasolo (Belluno, 27 dicembre 1905 – Vicenza, 19 ottobre 1980) è stato un poeta italiano.

## Biografia
Laureatosi a Firenze in scienze naturali e specializzatosi in ingegneria ottica, cominciò a scrivere sin da giovane. La sua poetica risentì dell'esperienza nelle grandi guerre e dopo la Seconda guerra mondiale ebbe modo di esprimerla al meglio, qualificandosi come poeta della bellezza.
Nell'arco della sua vita collaborò alla rivista Il Frontespizio, pubblicò anche con grandi case editrici e fu giurato nel Premio Settembrini. Scrisse libri di saggistica, diresse la rivista veneziana Lettere venete e fu tradotto in varie lingue europee. Ebbe occasione di frequentare numerosi letterati e artisti, tra cui Ardengo Soffici, Virgilio Guidi, Dino Buzzati, Gian Francesco Malipiero, Carlo Betocchi, Carlo Bo, Aldo Palazzeschi, Mario Pomilio, Diego Valeri, Giorgio Bàrberi Squarotti.

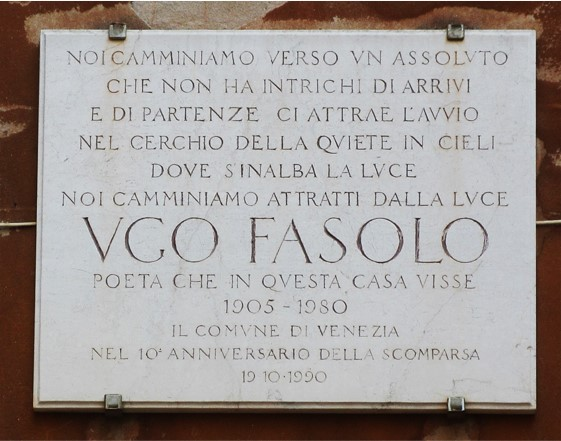
Targa commemorativa posta sulla casa di Ugo Fasolo a Venezia

Stabilitosi a Venezia nel 1950, successe al Valeri come presidente dell'Associazione degli scrittori veneti. E fu recandosi a un convegno veronese di quell'associazione che morì in un incidente automobilistico nel 1980, all'età di 75 anni.

## Opere
- Atlante micrografico dei legni dell'Africa orientale italiana, Firenze, Tipografia Mariano Ricci, 1939
- La sorte pura, Firenze, Vallecchi, 1940
- Poesie, Firenze, Vallecchi, 1948
- Nuovi poeti, Firenze, Vallecchi, 1950
- Poesie brevi e d'amore, Milano, All'insegna del Pesce d'oro, Vanni Scheiwiller, 1963
- Notte e compianto, Vicenza, Neri Pozza, 1968
- Frammenti di un ordine, Milano, Rusconi, 1969
- Lungo l'eclittica, Cittadella (PD), Rebellato, 1971
- Le varianti e l'invariante, Milano, Rusconi, 1976
- Tiziano, Firenze, Becocci, 1980
- I graffi sulla pietra, Milano, Rusconi, 1981
- L'acuto sentimento dello spazio, Venezia-Mestre, Anthos, 1991